# Ехловец
Ехловец или Ехлоец (на македонска литературна норма: Ехлоец; на албански: Ehlloeci) е село в община Кичево, в западната част на Северна Македония.

## География
Селото е разположено в областта Горна Копачка високо в източните склонове на планината Стогово.

## Етимология
Името на селото е образувано с метатеза от елха.

## История
В XIX век е Ехловец чисто българско село в Кичевска каза на Османската империя. Църквата „Свети Пантелеймон“ е от 1850 година, а „Свети Атанасий“ в местността Старо село е с неизвестна датировка. В „Етнография на вилаетите Адрианопол, Монастир и Салоника“, издадена в Константинопол в 1878 година и отразяваща статистиката на населението от 1873 година, Ехловец (Ehlovetz) е посочено като село с 32 домакинства със 125 жители българи.
Според статистиката на Васил Кънчов („Македония. Етнография и статистика“) към 1900 година в Ехловец живеят 475 българи-християни.
На Етнографската карта на Битолския вилает на Картографския институт в София от 1901 година Ехлоец е чисто българско село в Кичевската каза на Битолския санджак с 60 къщи.
Цялото село е под върховенството на Българската екзархия. По данни на секретаря на екзархията Димитър Мишев („La Macédoine et sa Population Chrétienne“) в 1905 година в Ехловец има 560 българи екзархисти и функционира българско училище.
Статистика, изготвена от кичевския училищен инспектор Кръстю Димчев през лятото на 1909 година, дава следните данни за Ехловец:
| Домакинства | Гурбетчии | Грамотни | Грамотни | Грамотни | Неграмотни | Неграмотни | Неграмотни |
| Домакинства | Гурбетчии | мъже     | жени     | общо     | мъже       | жени       | общо       |
| ----------- | --------- | -------- | -------- | -------- | ---------- | ---------- | ---------- |
| 55          | 53        | 84       | 34       | 118      | 51         | 119        | 170        |

При избухването на Балканската война 6 души от Ехловец са доброволци в Македоно-одринското опълчение.
След Междусъюзническата война в 1913 година селото попада в Сърбия.
На етническата си карта на Северозападна Македония в 1929 година Афанасий Селишчев отбелязва Ехловец като българско село.
Според преброяването от 2002 година селото има 20 жители македонци.
От 1996 до 2013 година селото е част от община Другово.

## Личности
Родени в Ехловец
- Арсо Теофилов, македоно-одрински опълченец, 21-годишен, чертожник, 3 рота на 4 битолска дружина, убит[11]
- Никола Васил, българин, православен, арестуван преди април 1904 година, обвинен във „разбунтуване, включвайки се в българския бунтовнически комитет и употреба на оръжие против османската войска, при която е убит един неин член“, осъден от Извънредния съд на 3 години каторга, лежал в Битолския затвор, амнистиран с общата амнистия от 12 април 1904 година[12]
- Стафе Блажо, българин, православен, арестуван преди април 1904 година, обвинен, че „присъединил към българския бунтовнически комитет и, употребявайки оръжие против султанската войска, убил един неин член“, осъден от Извънредния съд на 3 години каторга, лежал в Битолския затвор, амнистиран с общата амнистия от 12 април 1904 година[13]